# 平衡计分卡
平衡計分卡（英語：Balanced scorecard，簡稱BSC），是一項用于战略绩效管理工具，具標準结构的报告。協助經理人追踪员工执行成果，进行管理，监控结果。
1992年，羅伯·卡普蘭與大衛·諾頓提出，用以解決傳統的績效評核制度偏重財務構面的問題。平衡计分卡的内容通常包括财务、客户、内部流程、学习与成长四个構面。

## 特点
平衡计分卡的特点和衍生方法是代表着金融和非金融方法的融合，是每个公司把单独报告和“目标价值”报告对比的方法。这个报告不是为了替代传统的财务和运营报告，而是在报告中捕捉对读者对简明有用的信息。例如，运用设计流程来选择内容，把它和目前通用的一些管理法有所区别。
作为一种绩效模型，平衡计分卡的效率在于"将人工和物理输入、流程、落后产出连接起来，注重管理这些组件的重要性，来获得组织的战略优先。
现在的平衡计分卡认为，已经比1980年代和90年代刚出现时有了很多演变，现在的绩效管理工具包括改进了的平衡计分卡，但是更加灵活（适合更广泛的组织），并且更有效率（设计方法已经演变，更易于设计使用）。

## 历史
企业用金钱和非金钱的混合措施奖励进步已经由来已久。一个例子是1987年Art Schneiderman在美国模拟器件公司，一間中等規模的半导体公司，所創的系統。这間公司的平衡计分卡类似于目前说为「第一代」平衡计分卡。后来，Art Schneiderman参加了一个1990年由卡普蘭与美国管理咨询公司諾頓共同组织的一次研究，在研究中，他主攻绩效测量。后来，卡普蘭和諾頓在1992年的文章中包含了平衡计分卡这个方法。卡普蘭和諾頓的文章并不是这个领域唯一的论文。但1992年，卡普蘭和諾頓的论文获得了很大的成功，于是1993年马上发表了第二篇论文。在1996年，他们出版了《平衡计分卡》一书。

## 设计
平衡计分卡的设计是确定一小部分金钱和非金钱的奖惩措施，并附带一些目标，因为当目前的绩效符合期望的时候，决定如何进行奖惩。潜在的想法是，让经理能够明白，绩效来自于期望的领域。他们可以主意集中于这些领域，才能引发企业内的绩效改善。
平衡计分卡的原始想法是，注重战略实施的信息，也许很正常的是，经过一段时间，传统的战略计划和控制活动与那些需要平衡计分卡的项目之间的界限会变得模糊。在Kaplan和Norton在1990年的论文中，设计平衡计分卡需要四步：
1. 把願景宣言設定为运营目标
2. 把願景与个人表现连接到一起
3. 商业计划，设置目录
4. 反馈和学习，调整相应战略

这些步骤不仅仅是简单划分金钱和非金钱的行为，而是考虑，所有设计方法怎么样符合平衡計分卡的商业管理流程。很多书中，平衡计分卡及其设计流程两者也经常会混淆。人们经常把"战略链接模型"或"战略图"说成是平衡计分卡。

### 原始设计方法
最早的平衡计分卡表只分为四个部分，其中「愿景」分为：
- 财务
- 客户
- 内部商业流程
- 学习和成长

设计平衡计分卡需要选择五到六个衡量工具。但是人们经常不知道如何选择正确的绩效评审变量，经常会问“为什么选择这个进行评测？”如果对选择的变量不够自信，那么提供的信息也就不够准确、全面，但是这种早期的设计方法，目前还在被一些公司使用。

### 改善后的设计法
在1990年代中期，出现了一种有影响力的设计模式，选择绩效评选变量是根据一系列的"战略目标"来确定，这就需要使用「战略链接模型」或「策略地圖」。不同的战略目标是分散在四个衡量象限之中的。只需要把各个点连接起来，就可以组成一个战略衡量的图形。在制作策略地圖的时候，经理要选择一系列战略目标，分布在每一个象限中，然后确定因果关系，在这些目的之间连上直线。衡量战略绩效的平衡计分卡就直接来源于战略目标。这种方法在选择的衡量变量上更有说服性，而且经理很容易操作。这种平衡计分卡从1996年开始被广泛采用，因此代表了「第二代」平衡计分卡设计法。
在1990年代晚期，设计方法进一步进化。「第二代」平衡计分卡的一个缺陷就是，在画出二十多个战略目标的时候，他们之间的链接是随机的，但是这些目标之间仍有一种潜在的关系。这就忽视了这些战略目标的实际性、时效性。因此就需要一种更高级的设计方法。因此人们意识到，如果确定了一种战略的「最终目标」，则可以更容易选择战略目标和后果。设计方法包括了战略“最终目标”或者类似的方法（例如，结果管理法，由联合国在2002年提出）代表了一种更实际的设计方法，被称为"第三代"的平衡计分卡设计方法。

### 流行
在1997年，Kurtzman发现64%的公司询问，在一系列变量中选择衡量绩效的方法，是否就是平衡计分卡法？平衡计分卡已经被很多政府机构、军事机构、商业机构、集团、非盈利组织和学校采用。

### 变化、替代和批评
自从平衡计分卡法在1990年代早期开始流行以后，出现了很多从最初的四个象限演变的模型。很多种的应用有限，但是科学家们采用解决很多其他问题，例如环境问题等。
很多衍生方法有很多类似，一份2002年的报告试图统一这些衍生方法的模式，发现了三种不同的地方。这些衍生方法又分为几代。但基本上，最初的通过几个盒子衡量的方法没有改变
平衡计分卡也引来了很多批评，很多来自于学术机构，他们不喜欢这种方法的实际特征。有些批评来自于基础缺陷，以及设计缺陷。还有一些批评只是因为这种方法缺乏参考支持。

### 平衡计分卡用于绩效工资
平衡计分卡很多用于个人的绩效工资，特别是根据实际情况需要的时候。一些使用平衡记分卡作为绩效工资指标的考虑是：
- 考虑把人'强制分类'为不同的绩效群组
- 绩效管理中采取一刀切的方式
- 让组织可以使用钟形曲线描述评估绩效，把一部分员工定义为表现低者
- 鼓励员工之间互相评分，而不是使用一种固定的机制